# 諾斯高地
66°40′S 126°0′E / 66.667°S 126.000°E
諾斯高地是南極洲的高地，位於威爾克斯地的古迪納夫角以南，處於莫里灣和波珀斯灣之間，美國海軍在1946年拍攝該高地的空中照片。